# آیلین دیویدسن
 آیلین دیویدسن (انگلیسی: Eileen Davidson؛ زادهٔ ۱۵ ژوئن ۱۹۵۹) یک هنرپیشه اهل ایالات متحده آمریکا است.